# Cyclosorus multilineatus
Cyclosorus multilineatus là một loài thực vật có mạch trong họ Thelypteridaceae. Loài này được (Wall. ex Hook.) Tardieu & C. Chr. mô tả khoa học đầu tiên năm 1941.